# النکور
اَلَنکور (به فرانسوی: Alaincourt) یک کمون در فرانسه است که در Canton of Vauvillers واقع شده‌است.

## خصوصیات
الاینکورت ۵٫۸۳ کیلومترمربع مساحت و ۹۷ نفر جمعیت دارد.